# Semibulbus zekharya
Semibulbus zekharya är en spindelart som beskrevs av Michael Ilmari Saaristo 2007. Semibulbus zekharya ingår i släktet Semibulbus och familjen dansspindlar.
Artens utbredningsområde är Israel. Inga underarter finns listade i Catalogue of Life.